# Chamaecyparis pisifera
Chamaecyparis pisifera là một loài thực vật hạt trần trong họ Cupressaceae. Loài này được Siebold & Zucc. Endl. mô tả khoa học đầu tiên năm 1847.